# Paraptorthodius schaefferi
Paraptorthodius schaefferi là một loài bọ cánh cứng trong họ Phengodidae. Loài này được Zaragoza miêu tả khoa học năm 1989.